# Palmarés de clubes russos de futebol
Esta é uma lista dos títulos e troféus conquistados pelos clubes russos de futebol, a lista inclui as grandes competições nacionais organizadas pela UFR, sendo essas competições: a Premier League Russa, a Taça da Rússia e a Supertaça da Rússia e a extinta Taça da Liga da Rússia. A lista inclui as competições internacionais organizadas e ou reconhecidas pela FIFA e pela UEFA que são: a UEFA Champions League, UEFA Europa League, UEFA Supercup, UEFA Europa Conference League e a FIFA Club World Cup. A lista ainda inclui as grandes competições nacionais organizadas pela Federação de Futebol da União Soviética, sendo essas o Campeonato da URSS, a Taça da URSS, a Supertaça da URSS e a Taça da Federação da URSS.

## Lista
| #    | Clubes                   | Competições Nacionais | Competições Nacionais | Competições Nacionais | Competições Nacionais | Competições Nacionais | Competições Nacionais | Competições Nacionais | Competições Nacionais | Competições Internacionais | Competições Internacionais | Total | Último troféu                |
| #    | Clubes                   | Rússia                | Rússia                | Rússia                | Rússia                | URSS                  | URSS                  | URSS                  | URSS                  | Competições Internacionais | Competições Internacionais | Total | Último troféu                |
| #    | Clubes                   | Vigentes              | Vigentes              | Vigentes              | Extintas              | Extintas              | Extintas              | Extintas              | Extintas              | Vigentes                   | Vigentes                   | Total | Último troféu                |
| #    | Clubes                   | PLR                   | CRF                   | SCR                   | CLR                   | URS                   | CF                    | SC                    | CFF                   |                            |                            | Total | Último troféu                |
| ---- | ------------------------ | --------------------- | --------------------- | --------------------- | --------------------- | --------------------- | --------------------- | --------------------- | --------------------- | -------------------------- | -------------------------- | ----- | ---------------------------- |
| 1    | FC Spartak de Moscovo    | 10                    | 4                     | 1                     | -                     | 12                    | 10                    | -                     | 1                     | -                          | -                          | 38    | Taça da Rússia 2021-22       |
| 2    | PFC CSKA de Moscovo      | 6                     | 9                     | 8                     | 1                     | 7                     | 5                     | -                     | -                     | 1                          | -                          | 37    | Supertaça da Rússia 2025     |
| 3    | FC Zenit São Petersburgo | 10                    | 5                     | 9                     | 1                     | 1                     | 1                     | 1                     | -                     | 1                          | 1                          | 30    | Supertaça da Rússia 2024     |
| 4    | FC Dínamo de Moscovo     | -                     | 1                     | -                     | -                     | 11                    | 6                     | 1                     | -                     | -                          | -                          | 19    | Taça da Rússia 1994-95       |
| 5    | FC Lokomotiv             | 3                     | 9                     | 3                     | -                     | -                     | 2                     | -                     | -                     | -                          | -                          | 17    | Taça da Rússia 2020-21       |
| 6    | FC Torpedo de Moscovo    | -                     | 1                     | -                     | -                     | 3                     | 6                     | -                     | -                     | -                          | -                          | 10    | Taça da Rússia 1992-93       |
| 7    | FC Rubin Kazan           | 2                     | 1                     | 2                     | -                     | -                     | -                     | -                     | -                     | -                          | -                          | 5     | Supertaça da Rússia 2012     |
| 8    | FC Alania Vladikavkaz    | 1                     | -                     | -                     | -                     | -                     | -                     | -                     | -                     | -                          | -                          | 1     | Campeonato da Rússia 1995    |
| 9    | FK Krasnodar             | 1                     | -                     | -                     | -                     | -                     | -                     | -                     | -                     | -                          | -                          | 1     | Campeonato da Rússia 2024-25 |
| 10   | FC Akhmat Grozny         | -                     | 1                     | -                     | -                     | -                     | -                     | -                     | -                     | -                          | -                          | 1     | Taça da Rússia 2003-04       |
| 11   | FC Rostov                | -                     | 1                     | -                     | -                     | -                     | -                     | -                     | -                     | -                          | -                          | 1     | Taça da Rússia 2013-14       |
| 12   | FC Tosno                 | -                     | 1                     | -                     | -                     | -                     | -                     | -                     | -                     | -                          | -                          | 1     | Taça da Rússia 2017-18       |
| 13   | FC SKA Rostov-on-Don     | -                     | -                     | -                     | -                     | -                     | 1                     | -                     | -                     | -                          | -                          | 1     | Taça da URSS 1981            |
| Ref. | Ref.                     | [ 1 ]                 | [ 2 ]                 | [ 3 ]                 | [ 4 ]                 |                       |                       |                       |                       | [ 5 ]                      | [ 6 ]                      | -     | -                            |

## Lista dos Atuais Vencedores
| Competição          | Época   | Clube               | Número de troféus |
| ------------------- | ------- | ------------------- | ----------------- |
| Liga Russa          | 2024-25 | FK Krasnodar        | 1                 |
| Taça da Rússia      | 2024-25 | PFC CSKA de Moscovo | 9                 |
| Supertaça da Rússia | 2025    | PFC CSKA de Moscovo | 8                 |